# Multicilia marina
Multicilia marina – gatunek ameby należący do rodziny Multiciliidae z supergrupy Amoebozoa według klasyfikacji Cavaliera-Smitha.
M. marina jest kształtu kulistego o średnicy 30 – 40 μm, posiada zwykle 20 do 30 wici. Podstawą każdej wici jest pojedynczy kinetosom otoczony mikrotubularną stożkową otoczką.